# Rhene deplanata
Rhene deplanata är en spindelart som först beskrevs av Karsch 1880.  Rhene deplanata ingår i släktet Rhene och familjen hoppspindlar. Inga underarter finns listade i Catalogue of Life.